# Kamala Surayya
Kamala Surayya (Hindi कमला सुरय्या; 31. März 1934 in Punnayurkulam, Kerala – 31. Mai 2009 in Pune, Maharashtra), auch bekannt unter ihrem Malayalamnamen Madhavikutty, war eine der bekanntesten englischsprachigen Dichterinnen und Kurzgeschichtenautorinnen Indiens. Ihre Werke, die sowohl auf Englisch als auch auf Malayalam verfasst wurden, zeichnen sich durch ihre ungeschminkte Darstellung von Weiblichkeit, Sexualität und der Kritik an gesellschaftlichen Konventionen aus. Sie gilt als Figur von nationaler Bedeutung in Indien.

## Leben
Geboren in eine Familie mit literarischem Hintergrund – ihre Mutter war die in Malayalam schreibende Dichterin Balamaniyamma und ihr Vater der Managementexperte V.M. Nair –, wuchs Kamala in einer Umgebung auf, die ihre literarischen Neigungen förderte. Ihre Kindheit verbrachte sie teils in ihrem Geburtsort in Kerala, teils in Kolkata, wo ihr Vater arbeitete. Mit 15 Jahren wurde sie mit Madhava Das verheiratet, einem Angestellten der Reserve Bank of India, der ihre schriftstellerischen Ambitionen unterstützte. Das Paar hatte zwei Söhne. Kamala Das begann, unter dem Namen Madhavikutty auf Malayalam und als Kamala Das auf Englisch zu schreiben. Ihre ehrliche Darstellung persönlicher und sozialer Themen, insbesondere in Bezug auf die Sexualität und die Stellung der Frau in der Gesellschaft, löste Kontroversen aus und brachte ihr sowohl Kritik als auch Bewunderung ein. Im Jahr 1999 konvertierte sie zum Islam und nahm den Namen Kamala Surayya an. Ihr Leben war von ihrer ständigen Suche nach Wahrheit, persönlicher Freiheit und sozialer Gerechtigkeit geprägt.

## Wirken
Kamala Surayyas literarisches Werk umfasst Poesie, Kurzgeschichten und autobiografische Schriften, die sich durch ihre offene und direkte Sprache auszeichnen. Ihr autobiografisches Werk My Story (Meine Geschichte), das zunächst auf Malayalam erschien und später ins Englische und andere indische Sprachen übersetzt wurde, gilt als bahnbrechend für seine ungeschminkte Darstellung des weiblichen Begehrens und der persönlichen Freiheit. Ihre Gedichte und Geschichten, in denen sie oft persönliche Erfahrungen und Beobachtungen verarbeitet, trugen zur Erweiterung der Grenzen der indischen Literatur und zum Tabubruch bei. Mit ihrer Konversion zum Islam und der Gründung der Partei Lok Seva erweiterte sie ihr Engagement auf politische und soziale Fragen, insbesondere die Förderung der Rechte von Frauen und Benachteiligten. Ihre literarischen und politischen Bemühungen hinterließen ein dauerhaftes Erbe, das weiterhin Diskussionen und Studien in den Bereichen Literatur, Frauenrechte und sozialer Wandel anregt.

## Auszeichnungen
Kamala Surayya erhielt für ihr literarisches Schaffen zahlreiche Auszeichnungen, darunter mehrere Literaturpreise sowohl auf nationaler als auch auf internationaler Ebene. Ihre Beiträge zur Literatur und Gesellschaft wurden weit anerkannt, und sie bleibt eine der einflussreichsten Figuren der modernen indischen Literatur. Ihr Leben und Werk sind ein Zeugnis für die Kraft der Worte, gegen Ungerechtigkeit und für die Freiheit des Individuums einzutreten.